# Saison 1996-1997 de snooker
Navigation
1995-1996 1997-1998
La saison 1996-1997 de snooker est la 29e saison de snooker. Elle regroupe 23 tournois organisés par la WPBSA entre le 9 septembre 1996 et juin 1997.

## Nouveautés
- Retour au calendrier de la coupe du monde, dont la tenue est périodique. En raison de son coût financier élevé, elle ne sera plus disputée jusqu'en 2011.
- Le Pot Black Seniors a lieu pour la seule fois de son histoire.
- De nombreux tournois ne sont pas reconduits : le challenge rouge et blanc, les Masters d'Australie et l'Open d'Australie. Plusieurs tournois créés l'an passé ne sont également pas reconduits : les Masters de Belgique, de Guangzhou, de Finlande, de Chine, du Pakistan, de Malte, de Malaisie et de Pologne.

## Calendrier
| C = Tournoi classé (professionnel)              |
| NC = Tournoi non classé (professionnel)         |
| TE = Tournoi par équipes (professionnel)        |
| P/A = Tournoi pro-am (professionnel et amateur) |
| TS = Tournoi seniors (professionnel)            |

| Dates (mois-jour) | Dates (mois-jour) | Tournoi                            | Lieu            | Site                             | Cat. | Vainqueur         | Finaliste           | Score | Références |
| 09–09             | 09-15             | Classique d'Asie                   | Bangkok         | Riverside Montien Hotel          | C    | Ronnie O'Sullivan | Brian Morgan (en)   | 9–8   | [ 1 ]      |
| 09–24             | 09–29             | Masters d'Écosse                   | Motherwell      | Civic Centre                     | NC   | Peter Ebdon       | Alan McManus        | 9–6   | [ 2 ]      |
| 10–05             | 10–14             | Championnat Benson & Hedges        | Édimbourg       | JP Snooker Centre                | NC   | Brian Morgan (en) | Drew Henry          | 9–8   | [ 3 ]      |
| 10–08             | 10-13             | Grand Prix de Malte                | Marsaskala      | Jerma Palace Hotel               | NC   | Nigel Bond        | Tony Drago          | 7–3   | [ 4 ]      |
| 10–16             | 10–27             | Grand Prix                         | Bournemouth     | Bournemouth International Centre | C    | Mark Williams     | Euan Henderson (en) | 9–5   | [ 5 ]      |
| 10–??             | 10–??             | Tournoi Pontins pro-am (automne)   | Prestatyn       | Pontins                          | P/A  | Matthew Couch     | Gary Ponting (en)   | 5-4   |            |
| 10-29             | 11-10             | Coupe du monde                     | Bangkok         | Amari Watergate Hotel            | TE   | Écosse            | Irlande             | 10–7  | [ 6 ]      |
| 11-??             | 11-??             | Championnat de Merseyside          | Liverpool       | Billiards & Snooker Club         | NC   | David Gray        | Paul Sweeny         | 5-2   |            |
| 11–15             | 12–01             | Championnat du Royaume-Uni         | Preston         | Preston Guild Hall               | C    | Stephen Hendry    | John Higgins        | 10–9  | [ 7 ]      |
| 12–09             | 12–15             | Open d'Allemagne                   | Osnabrück       | NAAFI                            | C    | Ronnie O'Sullivan | Alain Robidoux      | 9–7   | [ 8 ]      |
| 01–02             | 01–05             | Challenge de la charité            | Birmingham      | International Convention Centre  | NC   | Stephen Hendry    | Ronnie O'Sullivan   | 9–8   | [ 9 ]      |
| 01–24             | 02–01             | Open du pays de Galles             | Newport         | Newport Leisure Centre           | C    | Stephen Hendry    | Mark King           | 9–2   | [ 10 ]     |
| 02–02             | 02–09             | Masters                            | Londres         | Wembley Conference Centre        | NC   | Steve Davis       | Ronnie O'Sullivan   | 10–8  | [ 11 ]     |
| 02–13             | 02–22             | Open international                 | Aberdeen        | A.E.C.C.                         | C    | Stephen Hendry    | Tony Drago          | 9–1   | [ 12 ]     |
| 02–23             | 03–02             | Open d'Europe                      | La Valette      | Mediterranean Conference Centre  | C    | John Higgins      | John Parrott        | 9–5   | [ 13 ]     |
| 03-03             | 03-14             | Pot Black Seniors                  | Chichester      | Goodwood House                   | TS   | Joe Johnson       | Terry Griffiths     | 2-0   | [ 14 ]     |
| 03–10             | 03–16             | Open de Thaïlande                  | Bangkok         | Century Park Hotel               | C    | Peter Ebdon       | Nigel Bond          | 9–7   | [ 15 ]     |
| 03–18             | 03–23             | Masters d'Irlande                  | Kill            | Goff's                           | NC   | Stephen Hendry    | Darren Morgan       | 9–8   | [ 16 ]     |
| 03-27             | 04–05             | Open de Grande-Bretagne            | Plymouth        | Plymouth Pavilions               | C    | Mark Williams     | Stephen Hendry      | 9–2   | [ 17 ]     |
| 04–19             | 05–05             | Championnat du monde               | Sheffield       | Crucible Theatre                 | C    | Ken Doherty       | Stephen Hendry      | 18–12 | [ 18 ]     |
| 05–??             | 05–??             | Tournoi Pontins professionnel      | Prestatyn       | Pontins                          | NC   | Martin Clark (en) | Andy Hicks          | 9–7   | [ 19 ]     |
| 12–28             | 05–18             | Ligue d'Europe                     | Irthlingborough | Diamond Centre                   | NC   | Ronnie O'Sullivan | Stephen Hendry      | 10–8  | [ 20 ]     |
| 06–??             | 06–??             | Tournoi Pontins pro-am (printemps) | Prestatyn       | Pontins                          | P/A  | Ken Doherty       | Paul Bunyard        | 7-6   |            |

## Classement mondialen début et fin de saison

### Classement après lechampionnat du monde 1996
| Rang | Évol.         | Joueur            |
| 1    | en stagnation | Stephen Hendry    |
| 2    | en stagnation | Steve Davis       |
| 3    | 6             | Ronnie O'Sullivan |
| 4    | 1             | John Parrott      |
| 5    | 2             | James Wattana     |
| 6    | en stagnation | Alan McManus      |
| 7    | 3             | Jimmy White       |
| 8    | en stagnation | Darren Morgan     |
| 9    | 2             | Ken Doherty       |
| 10   | en stagnation | Peter Ebdon       |
| 11   | 40            | John Higgins      |
| 12   | 1             | Nigel Bond        |
| 13   | 6             | Dave Harold       |
| 14   | 2             | Tony Drago        |
| 15   | 1             | Terry Griffiths   |
| 16   | 3             | David Roe (en)    |

### Classement après lechampionnat du monde 1997
| Rang | Évol.         | Joueur            |
| 1    | en stagnation | Stephen Hendry    |
| 2    | 9             | John Higgins      |
| 3    | 7             | Peter Ebdon       |
| 4    | en stagnation | John Parrott      |
| 5    | 7             | Nigel Bond        |
| 6    | en stagnation | Alan McManus      |
| 7    | 2             | Ken Doherty       |
| 8    | 5             | Ronnie O'Sullivan |
| 9    | 1             | Darren Morgan     |
| 10   | 8             | Steve Davis       |
| 11   | 2             | Dave Harold       |
| 12   | 7             | James Wattana     |
| 13   | 6             | Jimmy White       |
| 14   | 6             | Alain Robidoux    |
| 15   | 1             | Tony Drago        |
| 16   | 23            | Mark Williams     |